# Service de règlement différé
Le service de règlement différé (SRD) est un mécanisme de vente à découvert régissant les transactions de titres à la bourse de Paris. 

## Fonctionnement
Moyennant des frais supplémentaires, ce service, proposé par la plupart des intermédiaires, permet d’acheter des actions sans en avoir l'argent ou en vendre à découvert. Les ventes et les achats ne peuvent dépasser un certain nombre de fois la valeur de la couverture : ce nombre est défini par l'effet de levier dont l'investisseur dispose. Celui-ci doit liquider son SRD 5 jours d'ouverture de la bourse avant la fin du mois ou régler réellement ses dettes à la fin du mois. Pour liquider son SRD l'investisseur a deux options : remettre au-dessus de zéro son compte ou proroger (moyennant frais supplémentaires) son SRD. Proroger consiste à vendre et racheter en SRD instantanément les actions achetées à découvert.
S’il passe un ordre de vente avec le SRD, l’investisseur ne livre les titres et n’est payé que le dernier jour de bourse du mois. Sont éligibles au SRD les valeurs disposant soit d’une capitalisation boursière minimum d’1 milliard d’euros et pour lesquelles le volume moyen des échanges quotidiens est supérieur à 1 million d’euros, soit appartenant à l'indice SBF 120.
Certaines sociétés peuvent interdire toute vente à découvert de leurs titres, telles Michelin, Lagardère ou Nestlé.
| Type de titre                                                  | Taux de couverture minimal requis | Effet de levier |
| -------------------------------------------------------------- | --------------------------------- | --------------- |
| Actions éligibles, espèces, bons du trésor ou OPCVM monétaires | 20 %                              | 5               |
| Obligations, OPCVM obligataires                                | 25 %                              | 4               |
| Actions européennes et OPCVM actions                           | 40 %                              | 2.5             |
| Autres (action US, OPCVM non référencés, …)                    | 100 %                             | 1               |

## Histoire
Avant l'an 2000, les transactions et les règlements des titres financiers étaient régis par le mécanisme du règlement mensuel (RM), qui permettait de régler l'achat et la vente de titres de façon différée, à la fin du mois. Lors de l'harmonisation des places financières européennes, le 25 septembre 2000, tous les marchés utilisent dorénavant le règlement au comptant. Afin de conserver cette particularité française, la bourse de Paris et les intermédiaires financiers ont mis en place le service de règlement différé. Le SRD reprend le principe de fonctionnement du règlement mensuel mais devient un service financier payant.